# Ordre national du Mérite (Gabon)
Pour les articles homonymes, voir Ordre du Mérite.
L'ordre national du Mérite est l'un des deux ordres honorifiques nationaux gabonais. Il récompense les services civils et militaires ainsi que la pratique professionnelle consacrée à l'État. Le grand maître de l'ordre national du Mérite gabonais est le chef de l’État gabonais.

## Historique

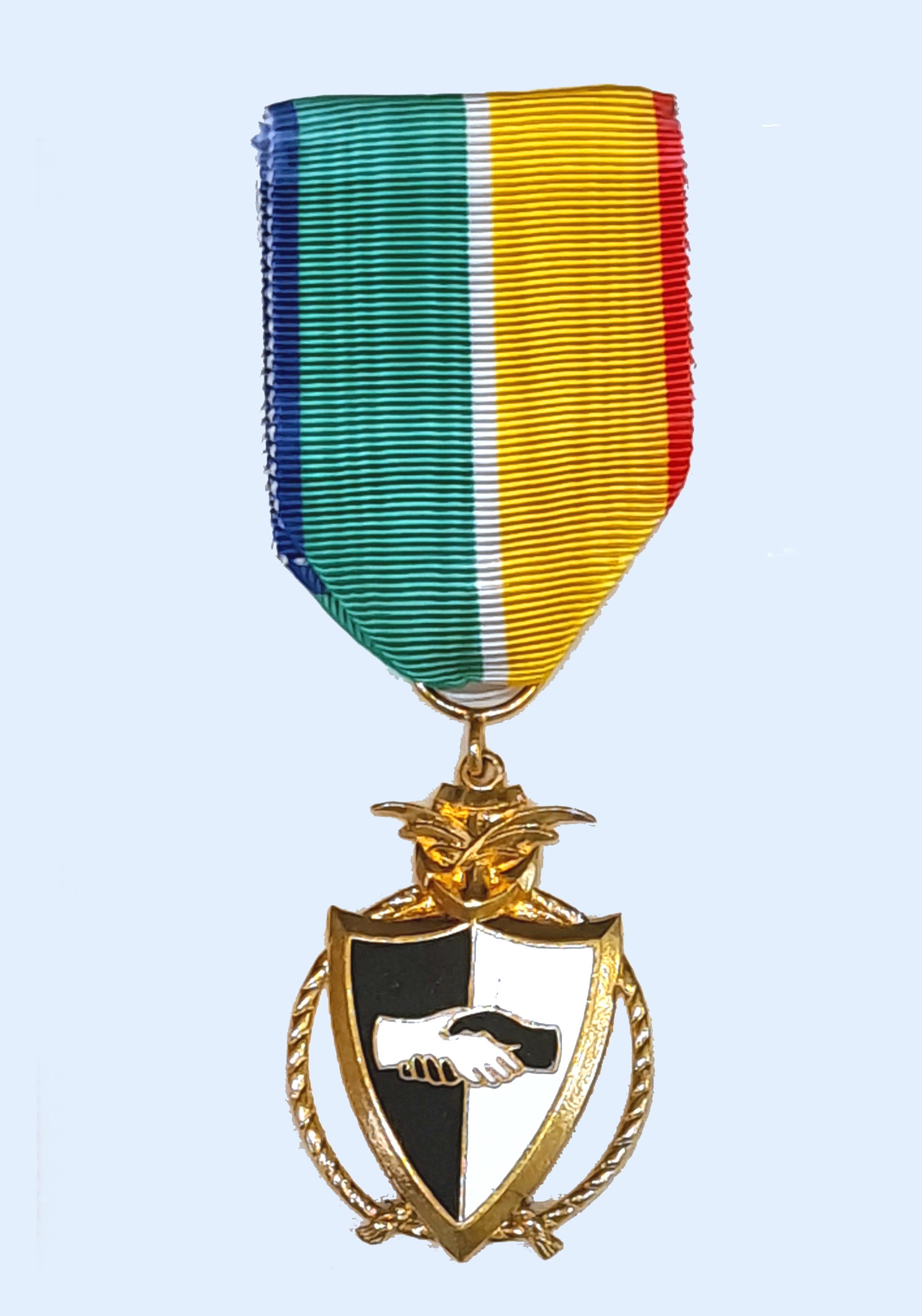
Insigne de l'ancien ordre de l'Amitié.

L'ordre national du Mérite a été créé en 1971.

Il succède à l'ordre de l'Amitié créé dans les années 1960 par le président Bongo.

## Composition
L'ordre comporte 3 grades et 2 dignités :

### Grades
- Chevalier
- Officier
- Commandeur

### Dignités
- Grand officier
- Grand-croix